# Puckelbollplanen i Kroksbäck

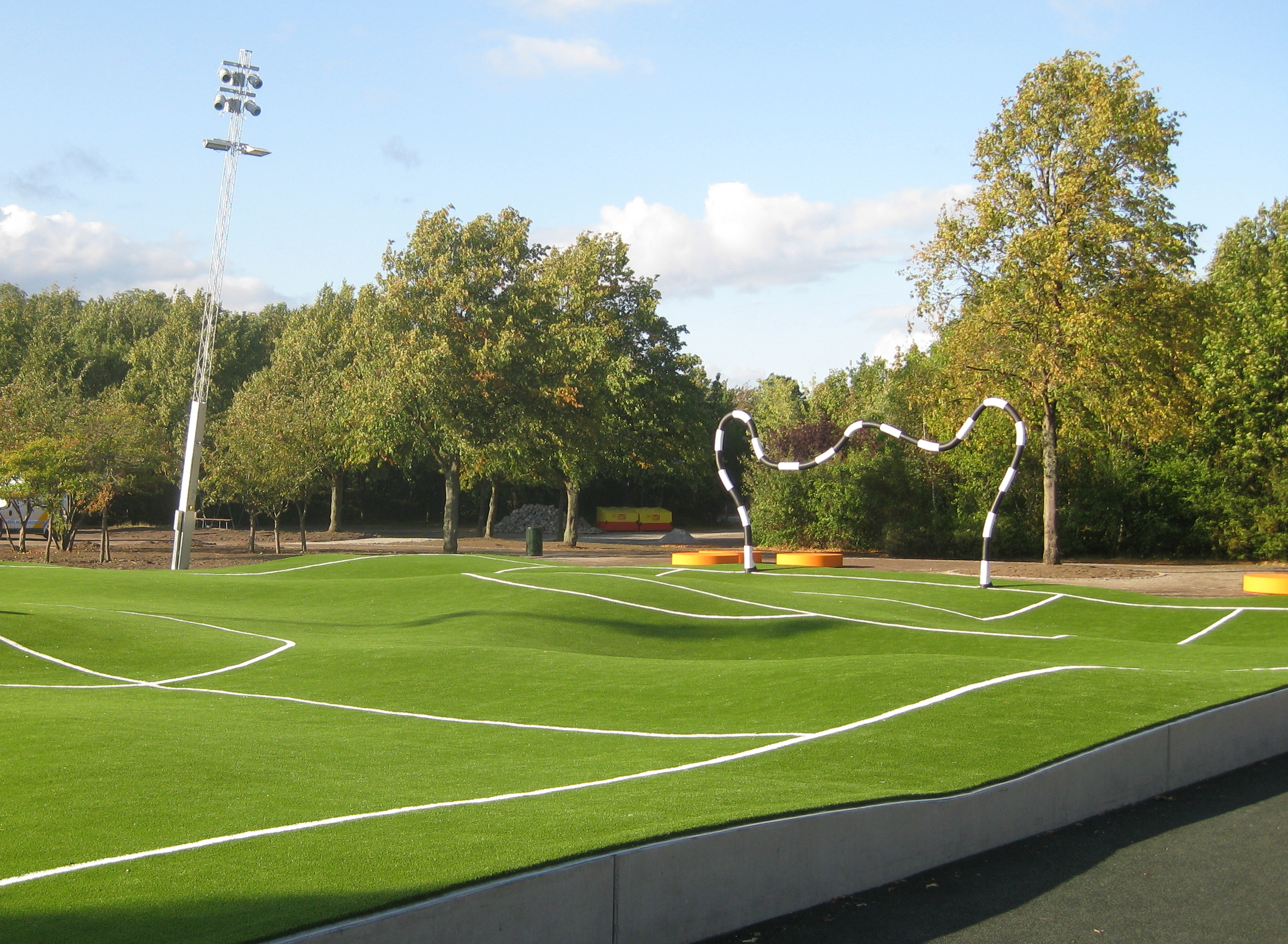

Puckelbollplanen i Kroksbäck är ett konstverk skapat av konstnären Johan Ferner Ström.
Världens första puckelbollplan finns i Kroksbäck Malmö. Bygget av puckelplanen startade i april 2009 och invigdes den 6 september samma år. Den är 25x40 meter stor. Till skillnad från en riktig fotbollsplan är puckelbollplanen ojämn med pucklar och kullar, målen olika stora och linjerna krokiga. 